# Црвени крст Црне Горе
Црногорски Црвени крст  је прва организација такве врсте на Балкану. Основан је 3(15) августа 1875. године на Цетињу под именом Одбор за помоћ страдајућим Херцеговцима и први предсједник му је био митрополит Иларион Рогановић. Циљ овог одбора је био помоћ избјеглицама из Херцеговине за вријеме устанка против Турака (5000 црногорских и херцеговачких рањеника и 11000 заробљених турских рањеника). Исте године прераста у Црногорско друштво Црвеног крста , а предсједник му је архимандрит и каснији митрополит Висарион Љубиша. Црна Гора, ратификацијом Женевске конвенције о рањеницима, постаје пуноправни 22. члан Међународне организације Црвеног крста, са свим правима и обавезама. Све до Другог свјетског рата предсједници су били црквени великодостојници: Митрофан Бан  и Гаврило Дожић.
За вријеме КСХС је преименован у Одбор Зетске области па у Бановински одбор.
ЦАСНО, 20. фебруара 1944. године доноси одлуку да се оснује Црвени крст Црне Горе и Боке.
У селу Кути (Жупа Никшићка), одржана је Оснивачка скупштина 30. априла 1944. године. За предсједника је изабран проф. др Павле Миљанић. Прославу стогодишњице су увеличале својим присуством и 80 делегација националних друштава.
У сукобима при распаду Југославије свесрдно су радили на збрињавању десетина хиљада избјглица и расељених лица.
1. ↑  Остојић, Методије (2020). Светигора, бр. 286, октобар, Митрофан Бан, митрополит ЦГ, Брда и Приморја (1885-1920). Цетиње. стр. 12.
2. ↑  Јововић, Васиљ (2020). Светигора, бр. 286, октобар, 70 година од упокојеа патријарх Гаврило Дожић. Цетиње: Светигора, издавачка кућа митрополије црногорско-приморске СПЦ. стр. 24.